# مارجوری دیان
مارجوری دیان (انگلیسی: Marjorie Deanne؛ ‏ ۲۸ ژانویهٔ ۱۹۱۷ – ۲۱ مهٔ ۱۹۹۴) بازیگر اهل ایالات متحده آمریکا بود.
از فیلم‌هایی که وی در آن‌ها نقش داشته‌است، می‌توان به ساده‌لوح در آکسفورد و چندین فیلم از سه کله‌پوک اشاره نمود.